# Kastri (Thasos)

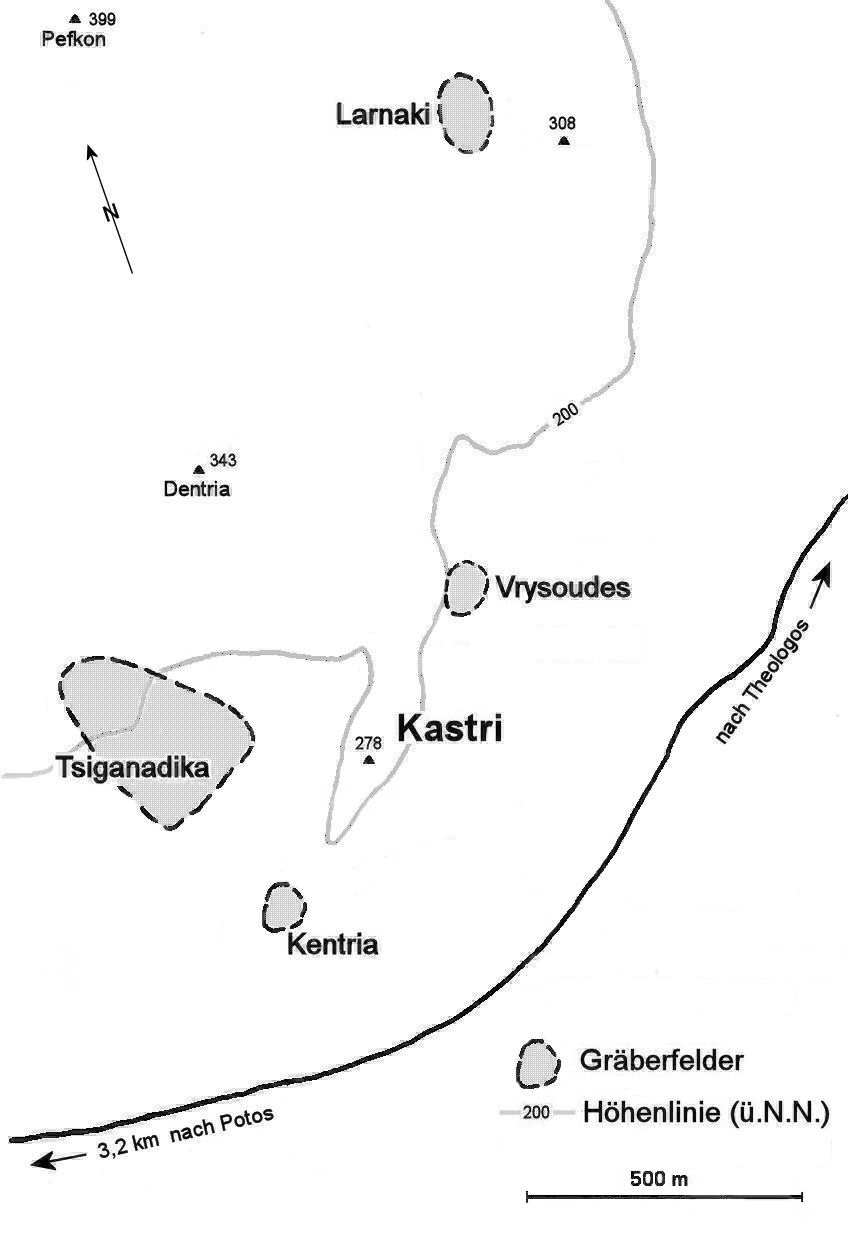
Akropolis Kastri mit umliegenden Gräberfeldern

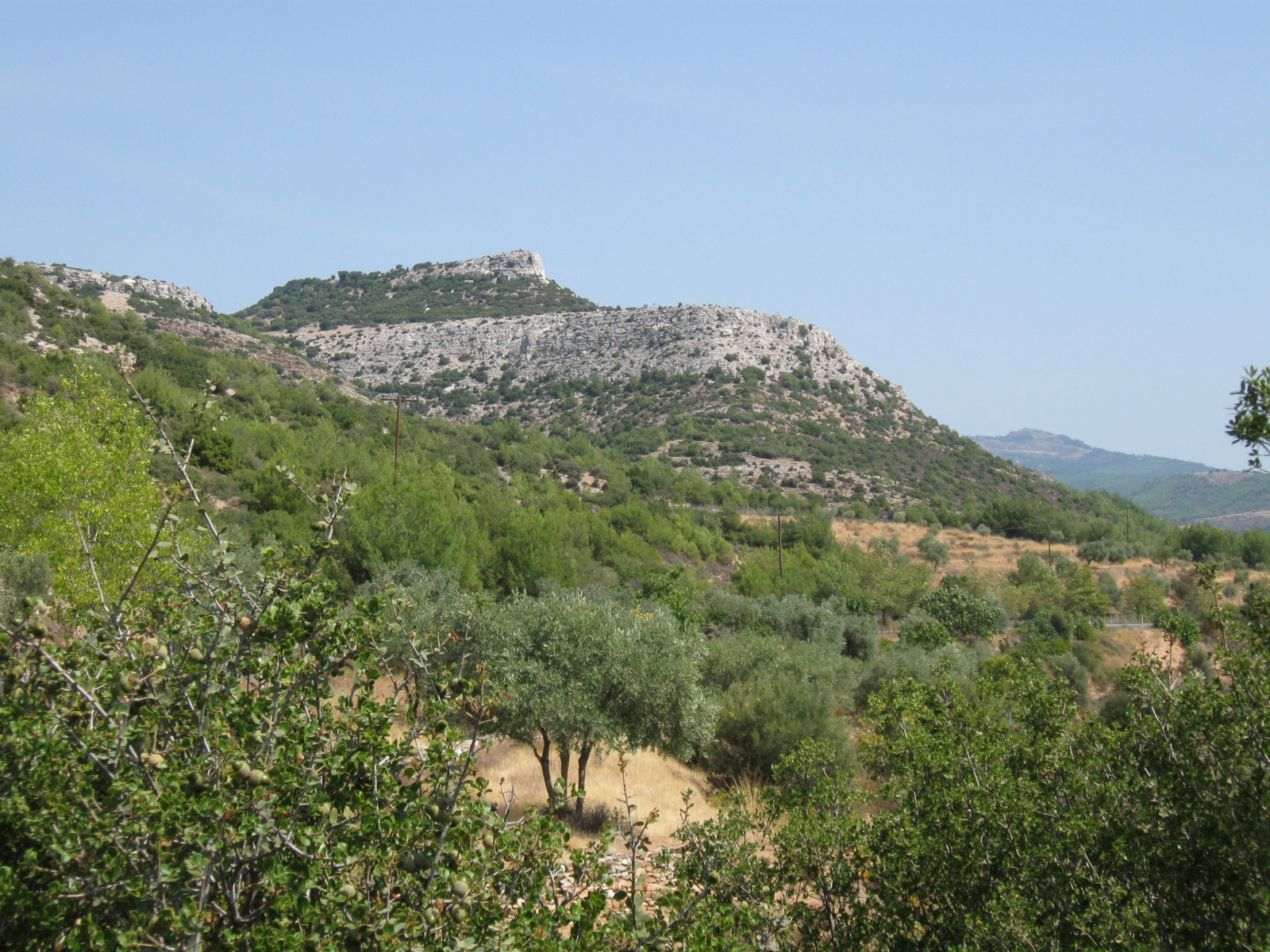
Akropolis Kastri aus OSO

Nordöstlich des Küstenortes Potos auf der nordgriechischen Insel Thasos wurde die auf einem hoch aufragenden Felsplateau entdeckte Akropolis von Kastri in den Jahren 1969 bis 1978 sowie 1992 durch die Ephoria Kavala unter Beteiligung internationaler Experten untersucht und beschrieben. Es handelt sich um die Überreste einer prähistorischen Ansiedlung mit ihren Nekropolen Kentria, Tsiganadika und Vrysoudes, das nördlich gelegene Gräberfeld Larnaki und die Grabstätten von Mantaloudi nahe Theologos.

Die anfängliche Besiedlung geht möglicherweise in die Mittel- bis Spät-Jungsteinzeit zurück. Die beiden nachgewiesenen Hauptperioden der Besiedlung fallen in die Spät-Bronzezeit und in die Spät-Eisenzeit (13. und 7. Jahrhundert v. Chr.). In den beiden Hauptperioden erfolgte jeweils eine Migration der Bevölkerung in das Inselinnere. Im 11. und 10. Jahrhundert v. Chr. wurden in Kastri Oval- und Apsidenhäuser in Pfostenbauweise und Rechteckhäuser mit steinernen Fundamenten errichtet. Es handelte sich dabei um eine ungewöhnliche 

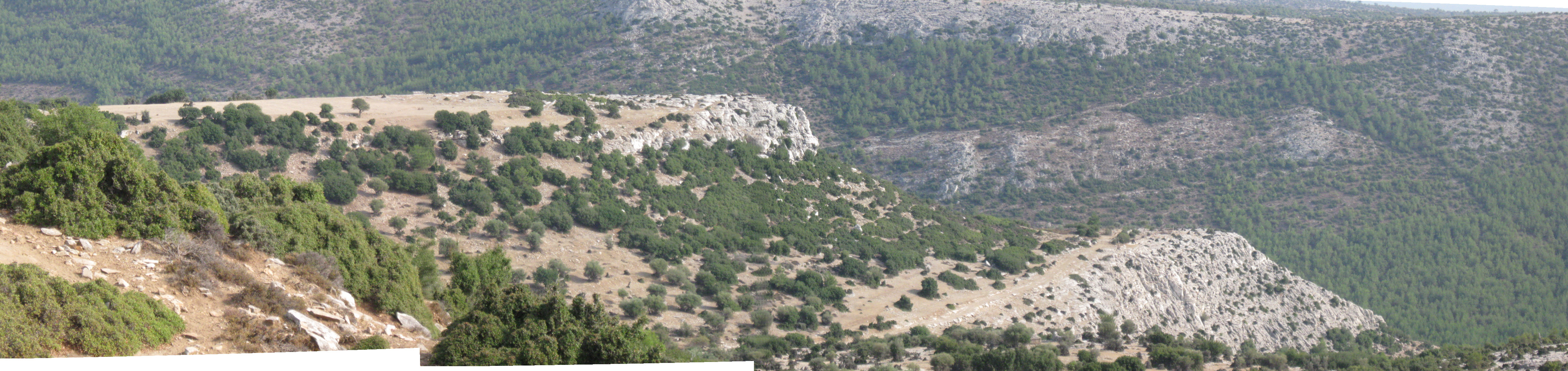
Blick auf Kastri vom Berg Dentria

 Bauweise nach ägäischen Vorbildern. Aufgrund der Aufschlüsse von mehr als 60 Gräbern, Grabkammern und Grabanlagen konnten Erkenntnisse über die einzelnen Phasen der Besiedlung, über die Bevölkerungsstruktur, Architektur und Baumaterialien, lokale und importierte Keramik, über Waffen und Werkzeuge, Landwirtschaft, Viehzucht, Metallgewinnung, -bearbeitung und Schmuck, gewonnen werden. Die gesellschaftlichen und wirtschaftlichen Strukturen wurden untersucht.

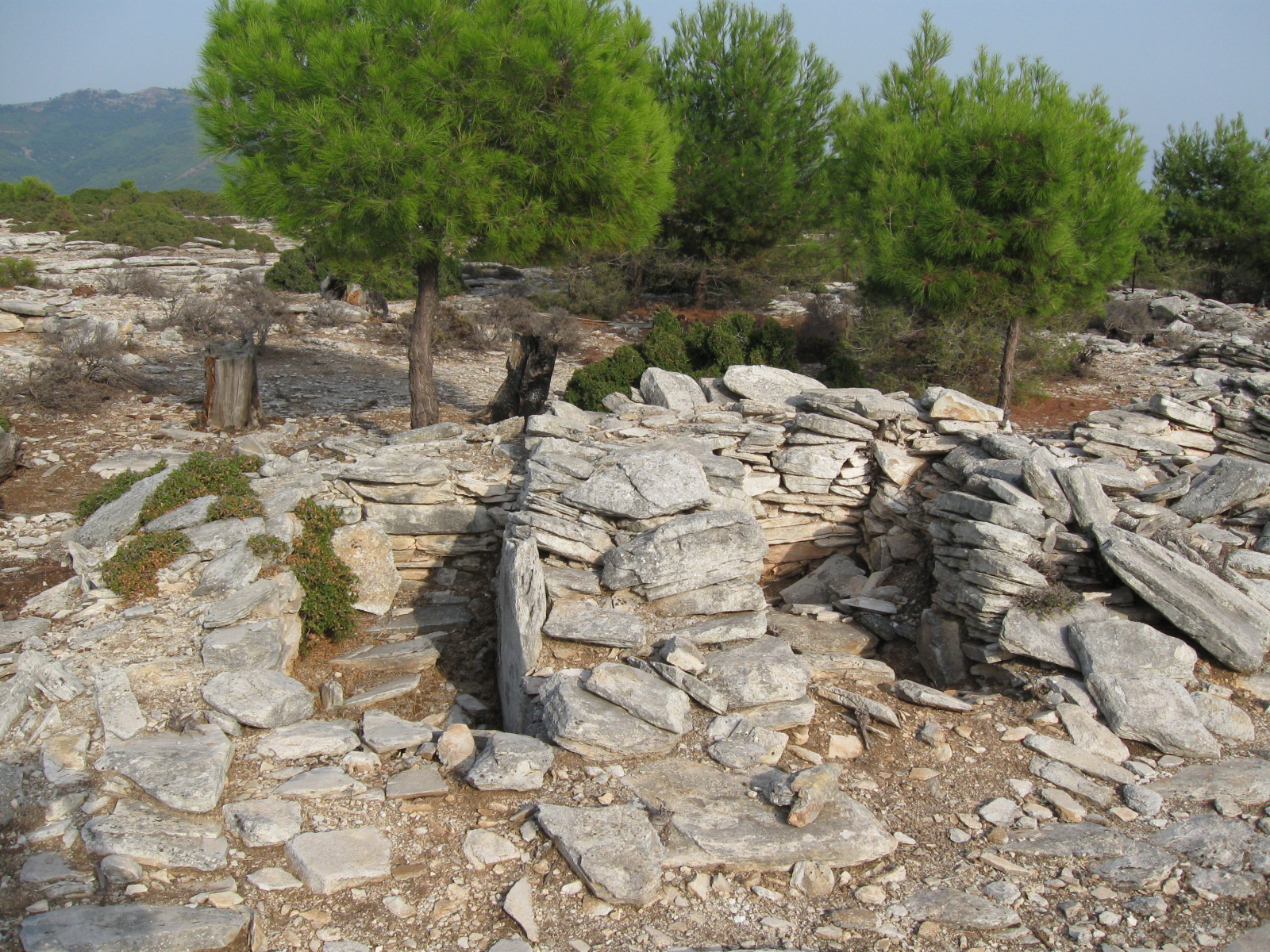
Steinkisten im Gräberfeld Larnaki

Die Inselkultur war bestimmt durch die Kultur des nördlichen Festlandes. Über die Flusstäler von Strymon, Nestos und Evros entwickelten sich rege Handelsbeziehungen mit Zentral- und Ostmakedonien und dem ägäischen Thrakien. Vor allem in der frühen Phase der Besiedlung ist auch ein dominierender mykenischer Einfluss aufgrund der ergrabenen Töpfereiwaren erkennbar. Es herrscht typisch ritzverzierte lokalgefertigte Keramik vor, teilweise mit Spiralornamenten, und Nachahmungen späthelladischer Waren durch die einheimischen Töpfer. In der späten Eisenzeitphase verschwindet die Beziehung zu Mykene fast vollständig, ehe schließlich die Siedlung Kastri aufgegeben wird.